# نقد خرد دیالکتیکی
نقد خرد دیالکتیکی (فرانسوی: Critique de la raison dialectique‎) کتابی است از فیلسوف فرانسوی، ژان پل سارتر، که در سال ۱۹۶۰ نوشته شد. نویسنده در این کتاب به بسط بیشتر، مارکسیسم اگزیستانسیالیستی، که برای اولین بار در مقالهٔ سال ۱۹۵۷ خود به‌نام «جستجوی یک روش» به آن اشاره کرده‌بود، می‌پردازد. «نقد خرد دیالکتیکی» و «جستجوی یک روش» به‌عنوان یک دست‌نوشته رایج نوشته شده‌بودند و سارتر قصد داشت که اولی به‌طور منطقی مقدم بر دومی باشد. نقد خرد دیالکتیکی، دومین رساله فلسفی بزرگ سارتر بود (هستی و نیستی سال ۱۹۴۳ نخستین رساله محسوب می‌شود). برخی این کتاب را کنار گذاشتن اگزیستانسیالیسم می‌نامند، در حالی که برخی دیگر آن را ادامه و شرح کار قبلی او می‌دانند. نسخهٔ انگلیسی این کتاب را آلن شریدان اسمیت از فرانسوی ترجمه کرده‌است.
نسخهٔ انگلیسی جلد اول، «نظریه گروه‌های عملی»، برای نخستین بار در سال ۱۹۷۶  منتشر شد. ترجمهٔ تصحیح شدهٔ آن نیز در سال ۱۹۹۱، برپایهٔ ویراست اصلاح شدهٔ سال ۱۹۸۵ نسخهٔ فرانسوی این کتاب منتشر شد. جلد دوم، «معقول بودن تاریخ»، پس از مرگ وی در سال ۱۹۸۵ در فرانسه منتشر شد. ترجمه انگلیسی آن از کوئینتین هور در سال ۱۹۹۱ به بازار وارد شد.
از سارتر نقل است که گفته‌است این کتاب اصلِ دو اثر فلسفی او بوده که آرزو داشت به خاطر آنها از وی یاد شود.

## زمینه
پس از بلندشدن آوازهٔ «هستی و نیستی»، سارتر بر این برآمد که مفهوم آزادی خود را با موضوعات اجتماعی بنیادین تطبیق دهد و در این زمینه به شدت تحت تأثیر دوست و همکارش موریس مرلوپونتی قرار داشت که نوشته‌هایش در اواخر دههٔ ۱۹۴۰ و اوایل دههٔ ۱۹۵۰ (مانند معقول و غیر معقول) پیشگام در مسیر ترکیبی از اگزیستانسیالیسم و مارکسیسم بود. با این حال، مرلوپونتی بدبینی فزاینده‌ای نسبت به مارکسیسم پیدا کرد که در ماجراهای دیالکتیک (۱۹۹۵) به اوج خود رسید. این در حالی بود که سارتر همچنان بیشتر و بیشتر درگیر تفکر مارکسیستی بود. اگرچه سارتر در سال ۱۹۵۷ در پی سرکوب انقلاب مجارستان توسط شوروی مصممانه از اتحاد جماهیر شوروی و مارکسیسم «رسمی» جدا شد، اما از مارکسیسم به عنوان «فلسفهٔ زمان ما» یاد می‌کرد و نیاز به احیای مجدد آن را از وضعیت رو به مرگی که عقاید شوروی برای آن رقم زده بود اعلام کرد؛ نیازی که او سعی کرد با نوشتن نقد خرد دیالکتیکی به آن پاسخ دهد. درگیری بین سارتر و مرلوپونتی بر سر این موضوع به دوستی دیرینه آنها پایان داد. با این وجود رونالد آرونسون بیان می‌کند که نقد عقل دیالکتیکی، تا حدودی، پاسخ سارتر به حملهٔ دوست سابق و مربی سیاسی خود به مارکسیسم بود.
به شکلی عمومی‌تر، نقد خرد دیالکتیکی به دنبال پس‌زدن کمونیسم توسط روشنفکران چپ فرانسوی که دلسوز مارکسیسم بودند نوشته شد؛ روندی که نه تنها به دوستی سارتر با مرلوپونتی، بلکه با آلبر کامو نیز پایان داد. این اثر بخشی از تلاش سارتر برای آموختن «درس‌های تاریخ» از این رویدادها و همچنین تلاش برای ساخت میزانی کافی از تاریخ و جامعه‌شناسی مارکسیستی بود.

## خلاصه
نقد خرد دیالکتیکی، محصول مرحله‌ای بعدی در تفکر سارتر است که طی آن او دیگر مارکسیسم را با اتحاد جماهیر شوروی یا کمونیسم فرانسه هویت نمی‌بخشید، و در عوض آن به هویت مارکسیستی داشتن نزدیک می‌شد. در این فرایند، سارتر نسخهٔ تجدید نظر شده‌ای از اگزیستانسیالیسم، و تفسیری از مارکسیسم را به عنوان گل سرسبد فلسفه معاصر پیش رو قرار داد، چیزی که تنها می‌تواند از نقطه نظری ارتجاعی و قبل از مارکسیستی مورد انتقاد قرار گیرد.
استدلال سارتر این است که اگرچه جوشش آزادانهٔ بسیاری از پروژه‌های انسانی می‌تواند به تشکیل جامعه‌ای کمونیستی منجر شود، هیچ تضمینی برای این امر وجود ندارد؛ بنابراین، انسان نه مطلقاً در تعیین معنای اعمال خود آزاداست و نه بردهٔ شرایطی‌ست که در آن قرار دارند. زندگی اجتماعی تنها شامل اعمالی فردی که ریشه در آزادی داشته‌باشند نیست، چراکه همرمان رسوبی از تاریخ است که ما را محدود می‌سازد و نبرد با طبیعت است که موانع بیشتری را بر سر راه قرار می‌دهد و باعث می‌شود که روابط اجتماعی تحت سلطه کمبود قرار بگیرند. هر ارضای نیازی می‌تواند باعث تضاد و سخت‌تر کردن پذیرش یکدیگر به عنوان انسان شود. کمبود، اختیارهایی خاص را از افراد سلب می‌کند و سطح انسانیت آنها را کاهش می‌دهد. کمونیسم آزادی فرد و توانایی او در به رسمیت شناختن آزادی دیگران را بازیابی می‌کند.

## اقبال
از زمانی که «نقد خرد دیالکتیکی» در سال ۱۹۶۰ منتشر شد، بحث‌های زیادی پیرامون جایگاه آن در ارتباط با اثر اولیه سارتر، هستی و نیستی، شکل گرفت. برخی از محققان و منتقدان سارتر، مانند جورج کلاین، این اثر را اساساً انکار موضع اگزیستانسیالیستی سارتر می‌دانند. مارجوری گرنمی‌پندارد که نقد خرد دیالکتیکی به راحتی به مقوله‌های هستی و نیستی ترجمه‌پذیر است. هیزل بارنز و پیتر کاوز تفاوتی را بین این دو اثر در میزان تأکید تشخیص می‌دهند، اما نه در نوع آن. بارنز مشاهده می‌کند که عنوان نقد خرد دیالکتیکی ما را «هم به سمت کانت و هم به سمت هگل» رهنمون می‌سازد. به عقیده بارنز، نقد عقل دیالکتیکی به نقد خرد ناب کانت از آن رو شباهت دارد که به ماهیت، امکانات و محدودیت‌های عقل انسانی می‌پردازد. با این حال، او این را به عنوان تنها شباهت موجود تلقی می‌کند، چراکه علایق سارتر اساساً معرفت‌شناختی یا متافیزیکی نیست و اینکه او بیشتر وامدار هگل است تا کانت. یوزف کاتالانو استدلال می‌کند که نقد خرد دیالکتیکی بُعدی تاریخی و اجتماعی به هستی-برای-خودِ توصیف شده در هستی و نیستی می‌بخشد. درنهایت، فردریک جیمسون معتقد است که خواندن نقد برای همیشه دیدگاه ما را در مورد آنچه مورد نظر سارتر در هستی و نیستی بود تغییر می‌دهد؛ و اینکه برچسب «اگزیستانسیالیست» با این شکلی که به سارتر اطلاق می‌شود دیگر نمی‌تواند معنای قبلی خود را داشته باشد.
تعبیر سارتر از «گروه‌های درحال جوشش» (ملتی که با علتی مشترک گرد هم آمده‌اند) از حوادث مه تا ژوئن قیام ۱۹۶۸ فرانسه تأثیر گرفته و به او اجازه می‌دهد تفسیر ساختارگرا و رقیبانهٔ لوئیس آلتوسر از مارکسیسم را برای مدتی به حاشیه ببرد. دیدیه آنزیوی روانکاو، با قرار دادن نقدخرد دیالکتیکی درجایگاه حوادث مه تا ژوئن قیام ۱۹۶۸ فرانسه، بیان می‌کند که: «سارتر برای اولین بار در کتاب خود اشکال منفعل و بی‌نام از خودبیگانگی فردی را توصیف کرد - این همان چیزی است که او آن را «بی‌تحرکی عملی» می‌نامد- آنگاه نشان داد که چگونه گروهی، نقایض را وارد تاریخ می‌کند و به خودش شکل می‌بخشد (به جای آنکه شکل بپزیرد)، خود را با گسستن از جامعه منفعل و گمنامی که یک جامعه‌شناس آمریکایی آن را «جمعیت تنها» نامیده‌است، می‌سازد. دانشجویانی که جرقهٔ وقوع انقلاب بهار ۱۹۸۶ را زدند، اگر نگوییم از این دومین فلسفهٔ سارتری، دست‌کم از یک فلسفهٔ دیالکتیکی از تاریخ شکل گرفتند. می ۱۹۸۶، خیزش تاریخی یک نیروی نقض‌کننده «گل وحشی» است. این هجمه‌ای به آزادی «سارتری» است، نه آزادی افراد منزوی، بلکه آزادی خلاقانهٔ گروه‌ها.
سیدنی هوکِ فیلسوف، این اثر را دلیل‌تراشی‌ای فلسفی برای توجیه نقض گستردهٔ حقوق بشر، توسط رهبریِ کمونیست اتحاد جماهیر شوروی توصیف کرد. روان‌پزشکان آر. دی لینگ و دیوید کوپر، نقد خرد دیالکتیکی را تلاشی برای ارائه مبنایی دیالکتیکی برای یک انسان‌شناسی ساختاری می‌دانند و آن را کوششی برای تعیین محدودیت‌های عقل دیالکتیکی، از طریق رویکردی دیالکتیکی، برمی‌شمارند. ژیل دلوز و فلیکس گاتاری دیدگاه سارتر را تأیید کردند که «خودانگیختگی طبقاتی» وجود ندارد، بلکه فقط «خودانگیختگی گروهی» وجود دارد.
لژک کولاکوفسکی، استدلال می‌کند که نقد خرد دیالکتیکی کنار گذاشتن اگزیستانسیالیسم اصلی سارتر را به نمایش می‌گذارد و به‌شکلی بیهوده، مارکسیسم را «شکست‌ناپذیر» ترسیم می‌کند. کولاکوفسکی با این وجود این کتاب را تلاشی جالب برای یافتن فضایی جهت خلاقیت و خودانگیختگی در مارکسیسم می‌داند و خاطرنشان می‌کند که سارتر دیالکتیک طبیعت و جبر تاریخی را رد و در عین حال اهمیت اجتماعی رفتار انسانی را حفظ می‌کند. کولاکوفسکی سارتر را به خاطر توضیح‌ندادن اینکه چگونه کمونیسم می‌تواند آزادی را بازیابی کند مورد انتقاد قرار می‌دهد. به نظر او، سارتر آنچنان غرق در شرحی کلی از سازمان انقلابی است که مصائب واقعی گروه‌ها را برای کنش‌های اشتراکی بدون تجاوز به آزادی انفرادی اعضایشان، نادیده می‌گیرد. کولاکوفسکی از سارتر به دلیل ارائه حجم زائدی از نوشناسی انتقاد می‌کند و می‌افزاید که جدای از اینها، او تفسیری اصالتاً جدید از مارکسیسم ارائه نمی‌دهد. وی دیدگاه سارتر در مورد شخصیت تاریخیِ ادراک و معرفت و رد دیالکتیکِ طبیعت را متأثر از کارهای گیورگی لوکاچ می‌داند. به نظر او، هیچ‌یک از دیدگاه‌های سارتر، اعم از اینکه آزادی باید در سازمان انقلابی محافظت شود، یا اینکه زمانی که کمونیسم کمبودها را از بین برده باشد، آزادی کامل وجود خواهد داشت، در حوزهٔ مارکسیستی جدید نیستند، و سارتر در توضیح‌دادن اینکه چگونه ممکن است هریک از آنها به وجود آمده باشند، ناکام است.
راجر اسکروتون، فیلسوف محافظه‌کار، می‌نویسد که نقد خرد دیالکتیکی «پس‌زدنی تمام و کمال از قواعد پرسشگری خردمندانه رابه نمایش می‌گذارد - فراری مصممانه از قاعدهٔ حقیقت. تصور اینکه این کتاب ممکن است واقعاً به وعده‌ای که در عنوان آن ارائه شده‌است جامهٔ عمل بپوشد، در واقع یک جسارت فاحش است.»